# A Railway Collision
A Railway Collision (también conocida como «A Railroad Wreck»; en español, Una colisión ferroviaria) es una película muda británica de drama de 1900, dirigida por Walter R. Booth y producida por Robert W. Paul, realizada en Paul's Animatograph Works, su estudio en Muswell Hill, en el norte de Londres, y representa una de las pocas películas supervivientes de Paul, el cual creó muchos cortometrajes sensacionalistas con «trucos» en la época.

## Sinopsis
La película muestra un tramo de vía única de ferrocarril, a lo largo de la cual un tren lento recorre un terreno montañoso en un terraplén sobre un lago y un yate con un túnel de fondo. El tren sobrepasa la señal que hay en la vía y entonces, se detiene. Mientras el tren está retrocediendo por la vía, un tren expreso sale del túnel de enfrente, choca contra el otro tren y son arrojados por el terraplén.

## Opiniones al respecto
Frederick A. Talbot en 1912 explica que «la escena del accidente sucedió en un campo en el que se desplegó la escenografía con considerable cuidado, donde se estableció una larga pista de vías ferroviarias en miniatura con buenos modelos de tren de juguete». También comenta que «muchas personas se maravillaron con la buena suerte de Paul al ser de los primeros en llegar al lugar de los hechos para fotografiar un desastre así. Estaban convencidos de que era genuino». Llama a la película: «cuarenta de los segundos más emocionantes que se pueden concebir» y la elogia por haber interpretado un desastre que fue «perfecto en su rapidez y destrozos».
Según las palabras de Michael Brooke de BFI Screenonline, «es uno de los primeros ejemplos de esta técnica en la práctica». Brooke señala que «a diferencia de algunas de sus otras películas del período, Booth no intenta mejorar el efecto intercalando material obviamente a escala real, aunque sus sucesores indudablemente habrían agregado una toma dentro de un vagón lleno de pasajeros que gritaban».

## Efectos especiales
«A Railway Collision» es uno de los primeros ejemplos de poner en práctica la técnica de recrear desastres de gran escala en una mucho más pequeña utilizando modelos a escala en miniatura. Sirvió como una base importante a partir de la cual se pudieron integrar efectos especiales más impresionantes en una historia.
A pesar del aspecto artificial y básico de la naturaleza del escenario del trabajo modelo, los espectadores de la época parecen haberlo encontrado convincente.

## Recepción
La película tuvo un gran éxito comercial y fue extensamente pirateada en los Estados Unidos. Allí tenía solo 12 metros de largo, ya que fue diseñada para ser reproducida mediante un quinetoscopio de Thomas Alva Edison, un dispositivo de exhibición de películas que permitía que una persona por vez viera la película en cuestión a través de una mirilla. Sin embargo, «A Railway Collision» demostró ser tan popular que se adoptó más tarde también para el cinematógrafo, lo que permitió que un público más amplio la pudiese ver.
Tuvo una influencia duradera, atrayendo a numerosos imitadores, y la técnica de usar trenes modelo para representar los reales se usó en muchas películas británicas posteriores.